# Juan José Colomer
Juan José Revueltas Colomer (Alcira, provincia de Valencia, 1966) es un compositor de origen español y doble nacionalidad española y estadounidense.

## Carrera
Juan Colomer empezó sus estudios musicales en la escuela de música de su localidad natal, la Sociedad Musical de Alcira, continuándolos posteriormente en el Conservatorio Superior de Música de Valencia, en donde obtuvo los Títulos de Grado Superior de Trompeta y Grado Medio de Composición. Los últimos años de carrera los combinó con la actividad docente en diversos centros de la Comunidad Valenciana. A los dieciséis años pasa a formar parte de la Joven Orquesta Nacional de España (JONDE) en calidad de miembro fundador. En 1990 se traslada a Boston, Estados Unidos, donde continua estudios en Berklee College of Music en la especialidad de música para películas. En 1992 se traslada a Los Ángeles, Estados Unidos, donde empieza a componer bandas sonoras para diversas producciones independientes, a la vez que trabaja como arreglista y orquestador y productor para otros artistas. Ha colaborado con artistas como Alejandro Fernández, Bebu Silvetti, Vinnie Colaiutta y Ramón Flores.
En 1999 graba su primer CD con temas propios, cantados por la española Esmeralda Grao. Este trabajo titulado Reina en prisión sale al mercado bajo el nombre de Bella y oscura.
En 2006 consigue la nacionalidad norteamericana, sin renunciar a la española, por lo que en la actualidad tiene doble ciudadanía.
En España es conocido también como Juanjo Colomer.

## Carrera clásica
Su obra clásica, como compositor y orquestador, ha sido interpretada y grabada por James Levine, Plácido Domingo, José Carreras, José Luis Estellés, Christian Lindberg, Orquesta Sinfónica de Viena, Orquesta de París, Orquesta y Coros de la Arena de Verona, Orquesta Sinfónica Simón Bolívar, Orquesta de la Comunidad Valenciana, Orquesta de Castilla y León, Orquesta Ciudad de Granada y Spanish Brass entre otros. Trabaja regularmente con Plácido Domingo, para quien ha orquestado en numerosas ocasiones, como la serie de conciertos de Navidades en Viena, Los tres tenores en París (1998) y Monterrey (2005), La corona di pietra en Verona, con montaje de Franco Zeffirelli, el himno de Operalia y las pirámides de Chichen-Itá (México) en conmemoración de su inclusión como una de las siete maravillas del mundo.
En 2007 arregló siete temas del disco Pasión española con versiones orquestales de coplas que Plácido Domingo grabó con la Orquesta de la Comunidad de Madrid dirigida por Miguel Roa para el sello Deutsche Grammophon. Este CD obtuvo en 2008 un Grammy Latino en la categoría de Mejor álbum clásico. En 2014 José Luis Estellés graba el CD "Naturaleza humana" para el sello Verso, dirigiendo a la Orquesta Ciudad de Granada y a los solistas Luis González, Javier Bonet y Spanish Brass.
Juan J. Colomer ha recibido encargos de la Orquesta Nacional de España, International Horn Symposium, Centro para la difusión de la música contemporánea (CDMC), International Philip Jones competition (Guebwiller, Francia), Fundación Autor, Spanish Brass y el Instituto Valenciano de la música.
En 1991 su pieza para arpa Añoranzas es galardonada con un premio de composición por la asociación española Arpista Ludovico.
Su obra Raíces fue nominada por dos años consecutivos (2004 y 2005) para los Premios Euterpe como mejor obra sinfónica, otorgado por la Federación de Sociedades Musicales de la Comunidad Valenciana.
Sus obras han sido interpretadas en  salas como Carnegie Hall (NY), Tchaikovsky Concert Hall (Moscú), Teatro Real (Madrid), Palau de Les Arts (Valencia) o Walt Disney Concert Hall (Los Ángeles).
Juan Colomer publica sus obras con Editions BIM (Suiza), Rivera Editores, Editorial Piles y Tritó (España).

## Composiciones

### Operas
- El pintor, symphonic opera in 3 acts[3]
- Dulcinea XL, chamber opera in 2 acts[4]

### Ballets
- Sorolla [5]

### Obras para orquesta
- A casual walk to extinction
- Air in light of darkness [6]
- Convergencias
- Ciento Volando
- Escaping insanity [7]
- Escenas pintorescas
- Esperpento cubista
- La complicidad del espectro
- La Devota Lasciva, para quinteto de metal y orquesta
- Naturaleza Humana, para trompa, coro de trompas y orquesta
- Preludio de Dulcinea
- Sorolla breve suite [8]
- Symphonic vignettes, para trompeta y orquesta
- Adagio, para cuerdas
- Concerto Nº 1, para piano y orquesta

### Obras para banda sinfónica
- Raíces
- Chova
- Feb 93
- Josep Pau

### Voz y orquesta
- Agua que no has de beber, para coro mixto SATB y orquesta
- Ave Maria, para soprano, coro mixto SATB y orquesta
- Fallen Angels, Oratorio para solistas, coro mixto SATB y orquesta

### Obras vocales
- Canciones de entretiempo, para soprano y piano
- Canciones en femenino, para voces femeninas y piano
- Lied, para soprano y piano
- Magnificat, para coro SATB y quinteto de metal
- Silent ceremony, para coro de niños, coro mixto, oboe, arpa y órgano

### Música de cámara
- Comfortably familiar (and peacefully numb),para cuarteto de cuerdas y piano
- Como pez en su pecera, para trío de metal y percusión
- Concerto breve, para trombón solo
- Danzas anacrónicas, para violín, cello y piano
- Decadence, para oboe, trompa y piano
- Diálogos inmencionables, para trombón y quinteto de metal
- Downtown bagatelles, para violín y piano
- Easy pieces for professional musicians, para viola y piano
- EB-1, para violín y piano
- Fierabrass, para grupo de metales
- Historia de un muntante, para quinteto de metal
- Lisonjas de la alcahueta, para bombardino y quinteto de metal
- Los cinco mosqueteros, para quinteto de metal
- Mar sin Luna, para trompa y piano (también para cello y piano)
- Obertura y Chacona, para trompeta y órgano
- Obsession, para 2 violines y piano
- Patterns of behavior, para cuarteto de cuerdas, clarinete y vibráfono/marimba
- Quintet, para quinteto de flautas
- Realidades disipadas, para chelo y piano
- Semana Santa en Gomorra, para ensemble grande
- Separation, para violín y piano
- Sonata, para trompeta y piano
- The allure of despair, para violín, cello y piano
- The charlatan's daughter, para 2 trombones y quinteto de metal
- The exile of time, para cuarteto de cuerdas
- The existential tourist, para cello y piano
- Thelma & Louise on a Vespa, para 2 trombones y piano
- Tiempos, para cuarteto de cuerdas
- Trío, para flauta, viola y arpa
- Visions, para trompa y piano
- Viveros, para flauta, chelo y piano

### Obras para piano
- El ladrón de memorias, para piano solo
- Influjo, para piano solo
- Decadence, para oboe, trompa y piano
- EB-1, para violín y piano
- Realidades disipadas, para chelo y piano
- Sonata, para trompeta y piano
- Viveros, para flauta, chelo y piano

### Obras para arpa
- Trío, para flauta, viola y arpa
- Añoranzas para arpa

### Adaptaciones
- La Gran Vía de R. Chapí (Teatro de la Zarzuela)
- Música clásica de R. Chapí (Teatro de la Zarzuela)
- Una noche en la ópera música de G. Verdi y P. Sousa (Teatros del Canal)

### Música para películas[9]
- Dark honeymoon
- A day without a Mexican
- The box
- A letter to Rachel
- Acts of love
- Aimee Price
- Bobby
- CNB
- Cronique de la Decouverte
- Dangerous cargo
- Distorted Images
- Double or nothing
- Fat free
- First date
- For better and for worse
- Getting Rachel back
- Invisible temptation
- Last Kill
- Learning to lead
- Luna
- Maradentro
- Mulholland ceremonies
- Pacífico inedito
- Rewrite
- Shakespeare...in & out
- Sunsplit
- Sylvia's Baklava
- Ten seconds
- The Crimson hour
- The Mexican dream
- The Wall
- Three short pieces
- Yellow belle